# Славко Вучуревић
Славко Вучуревић (25. јул 1958) српски је политичар, некадашњи градоначелник града Требиња.

## Биографија
Гимназију је завршио у Херцег Новом, а Правни факултет у Сарајеву. Био је директор требињске филијале Фонда за пензијско и инвалидско осигурање Републике Српске. Предсједник је Општинског одбора Партије демократског прогреса у Требињу и члан је Главног и Извршног одбора ПДП и потпредсједник ПДП. На октобарским локалним изборима 2012. изабран је за требињског градоначелника побједивши дотадашњег в. д. градоначелника др Доброслава Ћука. Октобра 2021. године је напустио Партију демократског прогреса. 2022. године се прикључио Социјалистичкој партији Српске.